# Homochira gephyra
Homochira gephyra är en fjärilsart som beskrevs av Erich Martin Hering 1926. Homochira gephyra ingår i släktet Homochira och familjen tofsspinnare. Inga underarter finns listade i Catalogue of Life.